# VI Congreso del Partido Obrero Socialdemócrata de Rusia
El VI Congreso del Partido Obrero Socialdemócrata de Rusia tuvo lugar entre el 26 de julio y el 3 de agosto de 1917. Celebrado poco después del fracaso de las Jornadas de Julio, no contó con la presencia de algunos de los principales dirigentes del partido.

## Antecedentes
El congreso se celebró con gran tensión ante la posibilidad de que el Gobierno provisional ruso presidido ya por Aleksandr Kérenski lo disolviese por la fuerza. Poco antes había fracasado el intento de derrocar al Gobierno provisional y transferir el poder a los sóviets (consejos).

## El congreso

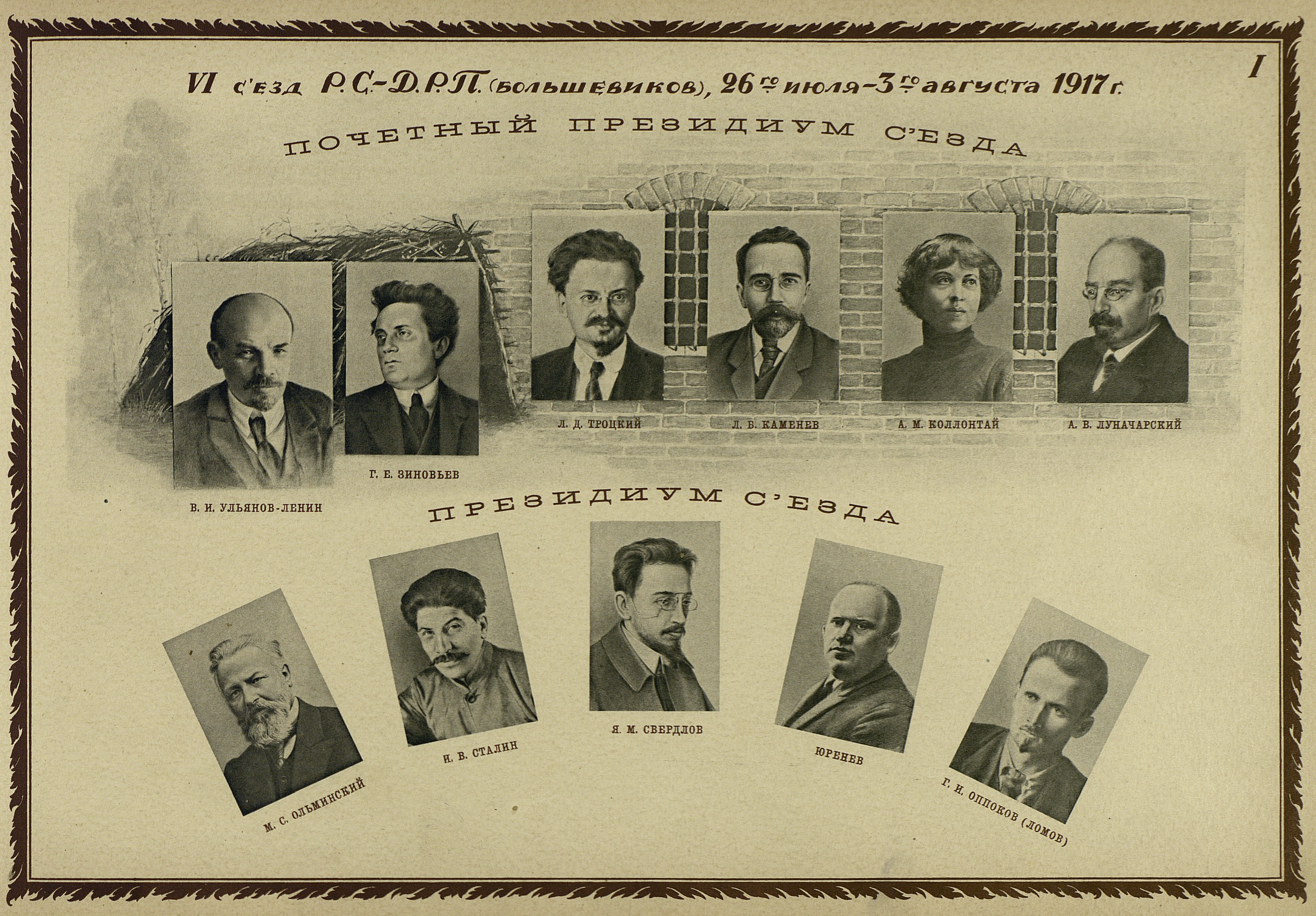
Presidiums de honor y efectivo del VI Congreso del POSDR.

El congreso reunió a ciento cincuenta delegados de todo el país en una sala de reuniones privada en el distrito de Výborg de Petrogrado, la capital rusa. Comenzó el 26 de juliojul./ 8 de agosto de 1917greg. y celebró quince sesiones repartidas en ocho días. Muchos de los principales dirigentes del partido, como Lenin, Trotski o Lev Kámenev, no pudieron asistir. Lenin y Zinóviev se encontraban en la clandestinidad, Trotski y Kámenev estaban arrestados, por lo que el Congreso fue dirigido por Stalin y Sverdlov. Los cuatro líderes ausentes junto con Aleksandra Kolontái y Anatoli Lunacharski fueron nombrados miembros del Presidium de honor del congreso.
Contó con numerosas delegaciones invitadas, tanto nacionales como extranjeras. Durante el congreso, se sucedieron los informes sobre la situación política por parte del comité central, el comité de la capital, la organización militar del partido y el Comité Interdistrito, que ingresó formalmente en la organización, además de los de otras diecinueve organizaciones provinciales.
El congreso aprobó la postura oficial del partido sobre la negativa de Lenin a entregarse a las autoridades tras el fracaso de las Jornadas de Julio, sobre la guerra o la situación política y económica del país. Confirmó además las mociones aprobadas durante la anterior conferencia de abril del partido.
El tercer día del congreso, el Gobierno promulgó un decreto que permitía disolver cualquier asamblea que hiciese peligrar la seguridad del Estado o las actividades militares del país y, en consecuencia, el congreso se trasladó al distrito de Narva; a partir de entonces se reunió en los salones de una asociación obrera cercana al Comité Interdistrito.
Ante la ausencia de destacadas figuras del partido y la falta de acuerdo sobre cuestiones fundamentales, el congreso decidió no aprobar un nuevo programa, pero sí debatir la situación del momento. Al ser detenido Trotski dos días antes de la apertura del congreso, la presentación de la moción sobre la situación política hubo de hacerla Stalin. La propuesta contenía diez puntos, los siete primeros muy parecidos a los contenidos en las «tesis de abril»; del octavo al décimo, los puntos trataban con la situación de los sóviets, que se consideraban acabados e incapaces de recibir el poder, y de la necesidad de que el proletariado rompiese los acuerdos con la burguesía y tomase el poder cuanto antes. Los delegados se mostraron muy divididos sobre la conveniencia de abandonar los sóviets como proponía Stalin. Se formó una comisión para presentar un nuevo borrador de resolución basado en el de Stalin, que se aprobó finalmente sin oposición el 3 de agostojul./ 16 de agostogreg..
La resolución rechazaba el traspaso del poder a los sóviets (consejos), abandonaba el lema «Todo el poder para los sóviets» y adoptaba en su lugar el de «liquidación total de la dictadura de la burguesía contrarrevolucionaria». Al tiempo, el partido se comprometía a defender toda organización considerada revolucionaria —incluidos los sóviets, por insistencia de los moderados— y a fomentar la lucha contra la contrarrevolución. La tarea del partido debía ser reforzar su organización y prepararse para el momento en el que el campesinado y los pobres se decidiesen a apoyar a los obreros en su lucha contra la burguesía.
En realidad, el congreso no acabó con las diferencias entre las corrientes bolcheviques, una partidaria de obtener el poder mediante un alzamiento y otra de trabajar junto con el resto de partidos socialistas en los sóviets.